# Continental Tire Plant
Die Continental Tire Plant in Mount Vernon ist neben Sumter eines von zwei verbleibenden Reifenwerken der Continental AG in den Vereinigten Staaten, nachdem 2004 das Werk Mayfield (Kentucky) und 2006 das Werk in Charlotte (North Carolina) geschlossen wurden. Das Werk besteht aus der PKW-Reifen- und der LKW-Reifen-Abteilung.

## Geschichte
Gegründet wurde das Werk in den 70er-Jahren durch General Tire. Seit der Übernahme von General Tire durch die Continental AG 1987 gehört es der Continental Tire Devision an.

## Investitionen
In den Jahren 2007 bis 2009 investierte Continental insgesamt 160 Millionen Dollar in den Ausbau des Standorts Mount Vernon. Ziel dieser Investition war es, der steigenden Nachfrage gerecht zu werden und zukünftig 90 % der verkauften Reifen in den Vereinigten Staaten durch US-Produktion abzudecken. Zudem schaffte die Investition freie Kapazitäten in anderen Werken, die zur Belieferung der Märkte in Europa und Asien genutzt werden sollten.

## Bildung
Im Juli 2007 wurde die „Continental University“ am Standort Mount Vernon gegründet. Diese Universität wird in Zusammenarbeit mit dem Rend Lake College betrieben und ermöglicht den Mitarbeitern den Erwerb des „Associate Degree“, welcher mit einem Berufsoberschulabschluss vergleichbar ist. Zudem umfasst das Studienprogramm auch einen Bachelor-Abschluss, welcher an der Southern Illinois University erworben werden kann.